# A列車で行こう (ジャズ)
「A列車で行こう」 (Take the 'A' Train) は、ジャズのスタンダード・ナンバーの一つ。
1939年にデューク・エリントンが楽団のピアニスト兼作編曲者であったビリー・ストレイホーンに作詞・作曲をオーダーして作られた作品である。1941年2月15日にエリントン楽団の演奏でレコードが発売され大ヒットした。
以来、エリントン楽団のテーマ曲として広く知られている。エラ・フィッツジェラルドとの競演でも名高い。

## 「A列車」とは

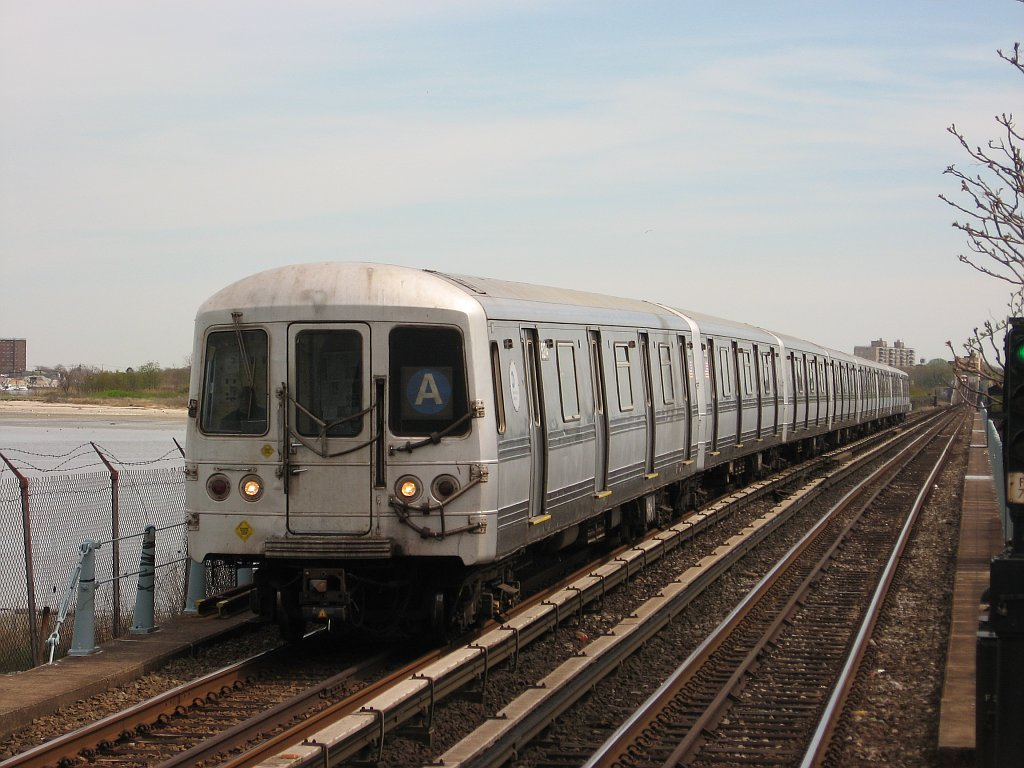
ニューヨーク市地下鉄ブロード・チャンネル駅に進入する「A列車」の題材となったA系統の列車。正面に"A"の表示が見える。

曲のタイトルにある「A列車」とは、ニューヨークの、ブルックリン東地区からハーレムを経てマンハッタン北部を結ぶニューヨーク市地下鉄A系統（別名「8番街急行」）の名称である。蒸気機関車が驀進し客車を引く様を表現するイメージを膨らませたアレンジも存在するが、もともとの意味は地下鉄の「A」系統のことである。
ニューヨーク市地下鉄では同一ルートの路線に快速運転を行う「A」系統のほか、「C」「E」（8番街各駅停車、運転区間・系統が異なる）などの運行系統および種別がある。各系統の電車の前面には、利用者への誤乗防止の注意喚起として「A」「C」「E」等の丸い円盤状の看板（日本でいう種別札）が掲げられており、ホームに入線してきた電車正面の表示板を見るだけで、その電車の系統と停車駅がわかる仕組みである。
この曲の題名と歌詞には、「（ジャズを楽しめる）ハーレムに行くなら、速く行ける "A" 種別の電車（すなわち "A" train = 8番街急行）にお乗りなさい」という意味がこめられている。
歌詞中の「シュガーヒル」は、ハーレムの西に位置する高級住宅街である。沿線のメインストリートである125丁目には黒人音楽の聖地アポロ・シアターがある。

## 日本での広まり
親しみやすい軽快な曲で、世界的に演奏され、また歌われてもいる。日本においても下記のような広まりが見られる。
- デューク・エイセスは、この楽曲で1964年の第15回NHK紅白歌合戦に出場、翌1965年4月発売のLP『デューク・エイセスのすべて』に収録されている。
- 美空ひばりは、1955年発表のシングルで、日本語詞のカバーを発表している。
- 原信夫とシャープス&フラッツは、1962年に録音した音源を2008年にアルバム『栄光のシャープス&フラッツ』に収録している。
- NHK-FMのミュージック・スクエアでテーマ音楽に使用。
- 2004年公開の日本映画「スウィングガールズ」では、楽器に触れたこともない主人公たちが最初に覚える楽曲として使用されている。
- 北海道放送は1986年にこの曲をモチーフとして「A列車でいこう」というタイトルでドラマを制作（川谷拓三主演）し、同年9月14日の東芝日曜劇場枠（第1549回）にて放送された[1]。
- 2011年10月8日からJR九州が鹿児島本線・三角線を走る観光特急「A列車で行こう」の車内BGMとして、向谷実のアレンジによる楽曲が用いられる事となっている。なお、列車名の「A」は列車のテーマである大人 (Adult) および目的地の天草 (Amakusa)[2] の頭文字であるとされ、本楽曲と直接の関係は無い。
- 『タモリの週刊ダイナマイク[3]』（ニッポン放送制作のラジオ番組）のエンディングでBGMとして使用されていた（1994年10月1日放送分から2005年3月の番組終了まで）。
- 『熱血BO-SO TV』（千葉テレビ放送）における「リッキーのローカル鉄道オタク旅」ではBGMとして使用。
- 「A列車で行こう THE 21ST CENTURY」にて、CD「A列車で行こう Original recording remastered」の収録曲がゲームBGMとして使用された。(しかし、曲を見ると、24曲あり、「トラック２４」という曲が収録されている。先述のCDには収録されていなかった。)

## 脚註
1. ↑  A列車でいこう テレビドラマデータベース参照
2. ↑  終点の三角駅は天草市域外であり、定期航路への乗り換えを経て天草諸島方面に連絡する。
3. ↑  1997年度は『タモリの週刊ダイナマイク リターンズ』として、2001年度は『タモリのヨッ!お疲れさん フライデースペシャル』としてそれぞれ放送